# Borut Osojnik
Borut Osojnik, slovenski filozof, * 27. april 1962.

## Življenjepis

### Zgodnje življenje
Obiskoval je Osnovno šolo Bičevje v Ljubljani, za filozofijo pa se je zacel zanimati že v srednji šoli. Obiskoval je Gimnazijo Vič od leta 1976 do 1980, kjer je razvil zanimanje za indijsko filozofijo.

### Študij
Študiral je na Filozofski fakulteti v Ljubljani (1981 do 1987). Med študijem se je posvečal pretežno antični filozofiji. Dve leti je študiral staro grščino, da je lahko starogrške spise bral v izvirnem jeziku, ker je menil, da je poglobljeno razumevanje filozofskih pojmov odvisno od jezika v katerem so posredovani. Raziskoval je tudi vzhodnjaško, predvsem indijsko filozofijo. Posebej se je posvetil Upanišadam in Vedanti. Formalno v tej smeri ni mogel delovati, ker na filozofski fakulteti katedre posvečene vzhodnjaški filozofiji ni bilo. Iz stališča zahodne filozofije je največ proučeval Kanta. Najbliže mu je bila Kantova filozofija transcendentalnih pogojev spoznanja, saj je v določenih konceptih podobna nekaterim indijskim filozofijam (npr. maya). Nanj je imelo vpliv tudi proučevanje fenomenologije. Tema njegove diplomske naloge je bila Teorija bivajočega v Platonovem Sofistu.

### Delovanje v NUK od leta 1988 do danes
V času ko je bil zaposlen v NUK je obiskoval tudi predavanja iz sanskrta. Podrobneje se je posvečal Upanišadam, Advaiti Vedanti in teorijam Samkhye. Že med študijem je bil mnenja, da nas do vseh spoznanj in vprašanj bivanja, filozofija, torej mišljenje, ne more pripeljati in da bi lahko meditacija privedla do novih izkustvenih spoznanj oziroma vpogledov v bistvo stvarnosti. Na teh podlagah je v letu 2010 napisal knjigo Razgovori, ki se z zavedanjem lastnih izkustvenih omejitev, poskuša približati metodi zapisov v Upanišadah. Po njegovem mnenju so Upanišade spoznanja izkustev doseženih s pomočjo izvajanja duhovnih praks, zapisana v pojmovno obliko. Nekdo, ki ve resnico, razlaga tistemu, ki sprašuje. Knjiga je zapisana v obliki razgovora s samim seboj, kot intuitivni odgovori izvajanja duhovne prakse na vprašanja, ki si jih pisec postavlja sam. Številne teme poudarjene v Razgovorih so: bit, nič, bog, mnogo, polnost, praznina, delovanje bitnosti in človeka ter njegova vloga v delovanju bitnosti. 

### Zasebno
Ima dva otroka Rubna in Jašo. Je zaprisežen športnik, že vrsto let se ukvarja s tekom, triatlonom, plezanjem in jadranjem na deski. Igra kitaro in bas kitaro, v letih 1989-90 je bil član glasbene skupine Quando quando, od leta 2006 deluje v ansamblu KSL. V začetku devetdesetih let se je pričel ukvarjati z destilacijo alkoholnih pijač, in sicer je nekaj let izdeloval absint, v letu 2012 pa je soustanovil ljubljansko destilarno Broken bones, ki izdeluje slovenski viski in gin.